# Pierre Ballouhey
Pour les articles homonymes, voir Ballouhey.
 (avril 2014).
Si vous disposez d'ouvrages ou d'articles de référence ou si vous connaissez des sites web de qualité traitant du thème abordé ici, merci de compléter l'article en donnant les références utiles à sa vérifiabilité et en les liant à la section « Notes et références ».
Pierre Ballouhey, né le 24 novembre 1944 à Saint-Marcellin en Isère, est un illustrateur et dessinateur de presse français.

## Biographie
Il étudie aux Arts déco de Grenoble, puis aux Beaux-arts de Paris.
Il travaille pour le groupe France-Illustrations, où il crée des visuels de campagnes nationales pour 3M ou L'Oréal entre autres[réf. nécessaire]. 
Il dessine aussi pour divers titres de presse, Le Mémorial de l’Isère, 60 millions de consommateurs, The Guardian, The New Yorker, Cagle Political Cartoons, Les Épines Drômoises, Siné-Hebdo, La Mèche, Barricade, Le Monde, Zélium, Jeune Afrique, Traits d’Union, Espoir, Buduàr, Le Ravi, Libex, L’Éléphant et Fluide Glacial...
Il illustre également des ouvrages pour l'édition jeunesse Copain des Bois, Cabanes et abris ou encore La pêche en eau douce (Milan Presse), Tic-Tac l’horloge (Nathan). Il intervient aussi sur les ouvrages Pinocchio et La Case de l’oncle Tom (Scandinavia à Copenhague) ou encore Vélo Magazine (Glénat). Il intervient aussi dans divers ouvrages scolaires.
Il a enseigné le dessin de presse à l’École Émile-Cohl de Lyon et est président de France-Cartoons, association de dessinateurs de presse francophones. Il est en outre membre de Cartooning for Peace et de Cagle Political Cartoons.

## Publications
- Vélo, 1988, Éditions Glénat
- Pinocchio, 1990, Scandinavia publishing house/Copenhagen
- La case de l’oncle Tom, 1991, Scandinavia /Copenhagen
- Good bye USA, bonjour la France 1, 1993, Barron’s/New-York
- Good bye USA, bonjour la France 2, 1994, Barron’s/New-York
- Good bye USA, hola Mexico, 1994, Barron’s/New-York
- Découvrez tous vos droits, 2001, De La Martinière Jeunesse
- Copain des Bois, Prix de la Fondation de France, (Nouvelle version 2000), Milan
- Copain des Villes, Prix Sorcières 1992, Milan
- Copain des Champs, Prix de la Fondation de France EDF 1995, Milan
- Copain des Pyrénées, Prix Ptolémée 1997, Milan
- Copain des Alpes, (2001), Milan
- Cabanes et abris, (2005), Milan
- Cuisines et feux, (1995), Milan
- Meubler sa cabane, (1997), Milan
- Jouets des airs, (2008),Milan
- La pêche en eau douce, (2007), Milan
- Mobiles, (1998), Milan
- Les nœuds, (2005), Milan
- Dans ta cabane, (1998), Milan
- La pêche (1997), Milan
- N. le Dictateur, 1988, Éditions du Chardon Bleu
- Gros mots, 2003, La Sirène
- Rêves de cochons, 2006, L'Arganier
- 2007, Chaussettes, Bateau-Camionnette
- 2008, Pas la frite !, Bateau-Camionnette
- Goguenard, 2009, Bateau-Camionnette
- Les rennes aussi sont des ordures !, 2014, Éditions Lajouanie
- Irrévérencieux ! 2018 BateauCamionnette
- Gougnafiers ! 2023 Bateau-Camionnette
- Almanach du dessin de presse, 2010 (Collectif) Éditions Pat à pan/ Feco France
- Almanach du dessin de presse, 2011 (Collectif)
- Almanach du dessin de presse, 2012 (Collectif)

Ouvrages scolaires
- La balle aux mots (4 volumes) Nathan
- Belin,  Larousse, Hachette, Colin's, McMullan Heineman

Presse

## Distinctions
- Prix Fondation de France pour Copain de bois
- Prix Sorcières pour Copain des villes
- Prix EDF Fondation de France pour Copain des champs
- Prix Ptolémée pour Copain des Pyrénées
- Prix Anti-Mal-Bouffe du Porc Cul-Noir du Limousin au Salon international du Dessin de Presse et d'Humour de Saint Just le Martel pour Rêves de cochons
- Prix Cognac à la Biennale internationale de dessin d'Humour de Jonzac
- Prix Cartoons in Tavagna 2013
- Prix Gérard Vandenbroucke 2019 de la Région Nouvelle Aquitaine au Salon international du Dessin de Presse et d'Humour de Saint Just le Martel
- Grand Prix de l'Humour Vache 2022 au Salon international du Dessin de Presse et d'Humour de Saint Just le Martel